# Cosmopterix scribaiella
Cosmopterix scribaiella ist ein Schmetterling (Nachtfalter) aus der Familie der Prachtfalter (Cosmopterigidae).

## Merkmale
Die Falter erreichen eine Flügelspannweite von 10 bis 11 Millimeter. Der Kopf glänzt braun und hat eine weiße Mittel- und zwei weiße Seitenlinien. Die Fühler sind braun und haben eine weiße Linie, die vom vorderen Rand der Fühlerbasis bis zur Mitte reicht. Im Subapikalbereich befinden sich zwei weiße Abschnitte, der innere besteht aus drei Segmenten, der äußere aus zwei Segmenten. Die beiden weißen Abschnitte sind durch einen aus zwei braunen Segmenten bestehenden Abschnitt getrennt. Die Fühlerspitze besteht aus fünf weißen Segmenten. Der Thorax ist braun und hat eine weiße Mittellinie. Die Tegulae sind braun und haben am Innenrand eine weiße Linie. Die Vorderflügel sind dunkelbraun. In der Basalregion befinden sich vier schmale, weiße Linien. Eine leicht nach innen gekrümmte Subcostallinie verläuft von der Flügelbasis bis über die Flügelhälfte hinaus. Eine kurze Mittellinie befindet sich oberhalb der Analfalte. Die Subdorsallinie ist ebenso lang wie die Mittellinie oder etwas kürzer und liegt etwas weiter von der Flügelbasis entfernt. Eine kurze Dorsallinie befindet sich im ersten Fünftel des Flügelinnenrandes. Eine breite orange Binde verläuft hinter der Flügelmitte, sie verjüngt sich zum Flügelinnenrand und ist in der Mitte dünn in Richtung Apex verlängert. An die Innenseite grenzt eine schräg nach innen verlaufende, höckrige, fahl goldene Binde, die aber nicht bis zur Costalader reicht. An die Außenseite grenzen zwei knotige, fahl goldene Flecke. Der Dorsalfleck ist etwa doppelt so groß wie der Costalfleck. Ein kleiner, aus schwarzen Schuppen bestehender subcostaler Fleck oder Strich befindet sich an der Außenseite der fahl goldenen Binde. Die fahl goldenen Flecke sind an der Innenseite unregelmäßig schwarz gerandet. Ein weißer Costalfleck liegt oberhalb des fahl goldenen Costalflecks. Eine weiße Apikallinie verläuft in der Flucht der dünnen Verlängerung der orangen Binde. Die Fransenschuppen sind braun. Die Hinterflügel sind graubraun.
Bei den Männchen ist das rechte Brachium kräftig. Es ist dreieckig und hat einen scharfen, herausgestreckten Apex. Es ist sehr stark sklerotisiert und mehr als doppelt so lang wie der linke Arm. Die Valven sind gerundet und an der Basis schmal. Die oberen und unteren Ränder sind leicht konkav, der Caudalrand ist konvex. Die Valvellae sind lang, in der Mitte leicht gekrümmt und nahezu parallelwandig. Apikal verjüngen sie sich zu einer stumpfen Spitze. Der Aedeagus ist zylindrisch und verengt sich apikal. Er ist seitlich gekrümmt, der hintere Teil weitet sich distal und hat einen kleinen ventralen Flansch.
Bei den Weibchen ist das hintere Ende des 7. Sternits trapezförmig. Das 8. Segment ist länger als breit. Das Ostium ist rundlich und hat sichelförmige Sklerotisierungen. Das Sterigma ist oval und hat distal einen langen sklerotisierten Fortsatz. Der Ductus bursae ist etwas kürzer als das Corpus bursae und hat distal zwei sklerotisierte Leisten. Das Corpus bursae ist oval und mit zwei kleinen, gleich großen und sichelförmigen Signa versehen.

## Ähnliche Arten
Cosmopterix scribaiella unterscheidet sich von Cosmopterix attenuatella und Cosmopterix crassicervicella durch die nicht unterbrochene weiße Linie an den Fühlern, die kurze, nicht bis zur Vorderflügelbasis reichende weiße Dorsalline und das dunkelbraune Abdomen. Die Unterschiede zu Cosmopterix pulchrimella sind im Artikel zu dieser Art beschrieben.

## Verbreitung
Cosmopterix scribaiella ist in Nord- und Mitteleuropa sowie in Nordafrika, Kleinasien und Zentralasien beheimatet. Im Russischen Fernen Osten und in Japan wird die Nominatform durch die Unterart C. s. japonica (Kuroku, 1960) vertreten. Nach Fauna Europaea ist die Art in Europa weit verbreitet. In England wurde die Art 1996 in Dorset und ein Jahr später in Hampshire gefunden.

## Biologie
Die Raupen entwickeln sich an Schilfrohr (Phragmites australis), dort minieren sie von August bis zum Herbst in den Blättern. Sie überwintern bis April in der Mine. Die Mine beginnt zunächst als gerade Fraßgang und weitet sich dann unregelmäßig. Die Mine ähnelt der von Cosmopteryx lienigiella. Der Raupenkot wird am Minenanfang abgelegt und teilweise auch ausgeworfen. Die Raupen fertigen am untersten Teil der Mine ein röhrenförmiges Gespinst an, in dem sie sich verstecken. In einem Blatt befindet sich normalerweise nur eine Mine, manchmal findet man aber auch bis zu zehn Minen. Die befallene Pflanze hat dann, aus einiger Entfernung betrachtet, einen welken Habitus. Die Raupen verpuppen sich im Mai an der untersten Stelle der Mine in einem festen Kokon. Die Falter fliegen von Anfang Juni bis Ende Oktober. Tagsüber können sie leicht von den Nahrungspflanzen gekeschert werden. Die Falter kommen gern ans Licht.

## Systematik
Es sind folgende Synonyme bekannt:
- Cosmopteryx scribaiella Zeller, 1850
- Cosmopteryx hermsiella E. Hering, 1889

Es sind zwei Unterarten bekannt:
- Cosmopterix scribaiella scribaiella Zeller, 1850
- Cosmopterix scribaiella japonica Kuroku, 1960

## Belege
1. 1 2 3 4 5 6  J. C. Koster, S. Yu. Sinev: Momphidae, Batrachedridae, Stathmopodidae, Agonoxenidae, Cosmopterigidae, Chrysopeleiidae. In: P. Huemer, O. Karsholt, L. Lyneborg (Hrsg.): Microlepidoptera of Europe. 1. Auflage. Band 5. Apollo Books, Stenstrup 2003, ISBN 87-88757-66-8, S. 114 (englisch).
2. 1 2  Cosmopterix scribaiella bei Fauna Europaea. Abgerufen am 6. Januar 2012
3. ↑  Karl Traugott Schütze: Die Biologie der Kleinschmetterlinge unter besonderer Berücksichtigung ihrer Nährpflanzen und Erscheinungszeiten. Handbuch der Microlepidopteren. Raupenkalender geordnet nach der Illustrierten deutschen Flora von H. Wagner. Verlag des Internationalen Entomologischen Vereins e. V., Frankfurt am Main 1931, S. 21